# سام سلون
ساموئل «سام» سِلوُن (انگلیسی: Samuel "Sam" Selvon; ۲۰ مهٔ ۱۹۲۳ – ۱۶ آوریل ۱۹۹۴) نویسنده، رمان‌نویس، و روزنامه‌نگار اهل ترینیداد و توباگو بود. رمان او «لندنی‌های تنها» (The Lonely Londoners) در سال ۱۹۵۶ پیشگام استفاده خلاق از انگلیسی یا " زبان ملی " برای روایت و گفتگو بود. میراث هند شرقی او همراه با تربیت او در هند غربی هویت آینده او را به عنوان یک نویسنده شکل داد.

## زندگی
ساموئل در سال ۱۹۲۳ در مناطق روستایی جنوب ترینیداد متولد شد. او ضمن کار در میدان‌های نفتی، خدمت در نیروی دریایی سلطنتی و همچنین نوشتن برای روزنامه‌ها و مجلات ادبی، در اوقات فراغت خود شروع به نوشتن کرد. در اوایل بیست سالگی، چندین داستان کوتاه و شعر در زادگاهش ترینیداد نوشت و منتشر کرد. با این حال، نقل مکان او به انگلستان در سال ۱۹۵۰ بود که زمینه را برای شکوفایی حرفه او فراهم کرد.

## آثار
سلون با تکیه بر تجربیات شخصی خود به عنوان یک مهاجر، رمان پیشگام خود «لندنی‌های تنها» را در سال ۱۹۵۶ منتشر کرد. در آن، او به انگلیسی منحصر به فرد کارائیب، یا «زبان ملت»، صدای روایی خود را در صحنه بین‌المللی داد. بعداً «لندنی‌های تنها» دو رمان دیگر در لندن منتشر شد: «عروج موسی» (Moses Ascending؛ ۱۹۷۵) و «هجرت موسی» (Moses Migrating؛ ۱۹۸۳) که هر دو حماسه مهاجران کارائیب و تجربیات آنها در لندن را شرح می‌دهند.

## افتخارات
- سلون دوبار برندهٔ جایزه کمک‌هزینه گوگنهایم (در سال‌های ۱۹۵۵ و ۱۹۶۸) شد.[۲]
- در سال ۱۹۸۹ به او دکترای افتخاری از دانشگاه واریک، و در سال ۱۹۸۵ مدرک افتخاری دلیت (DLitt) توسط دانشگاه هند غربی اعطا شد.[۳]
- در سال ۱۹۶۹ مدال طلای پرنده مگس خوار ترینیداد و توباگو برای ادبیات به او اعطا شد و در سال ۱۹۹۴ (پس از مرگ) جایزه ملی دیگری به نام مدال طلای چاکونیا (Chaconia) برای ادبیات به او اعطا گردید.[۲]
- در سال ۲۰۱۲ به خاطر کمک‌هایش به ادبیات ترینیداد و توباگو، جایزه ادبی یک عمر دستاورد NALIS را دریافت کرد.[۲]
- در روز تولد ۹۵ سالگی سلون، ۲۰ مه ۲۰۱۸، جستجوگر گوگل از او با یک گوگل دودل تجلیل کرد.[۴]